# Fredonia (Pensilvania)
Fredonia es un borough ubicado en el condado de Mercer en el estado estadounidense de Pensilvania. En el año 2000 tenía una población de 652 habitantes y una densidad poblacional de 634 personas por km².

## Geografía
Fredonia se encuentra ubicado en las coordenadas 41°19′17″N 80°15′31″O / 41.32139, -80.25861

## Demografía
Según la Oficina del Censo en 2000 los ingresos medios por hogar en la localidad eran de $37,917 y los ingresos medios por familia eran $39,643. Los hombres tenían unos ingresos medios de $32,857 frente a los $19,500 para las mujeres. La renta per cápita para la localidad era de $14,233. Alrededor del 19.2% de la población estaba por debajo del umbral de pobreza.